# اچ‌ام‌ای‌اس پاراماتا (دی۵۵)
اچ‌ام‌ای‌اس پاراماتا (دی۵۵) (به انگلیسی: HMAS Parramatta (D55)) یک کشتی بود که طول آن ۲۴۶ فوت (۷۵ متر) بود. این کشتی در سال ۱۹۱۰ ساخته شد.